# Likasi
Likasi   este un oraș  în  partea de sud-vest a Republicii Democrate Congo, în  provincia  Haut-Katanga.